# هوندا پایلوت

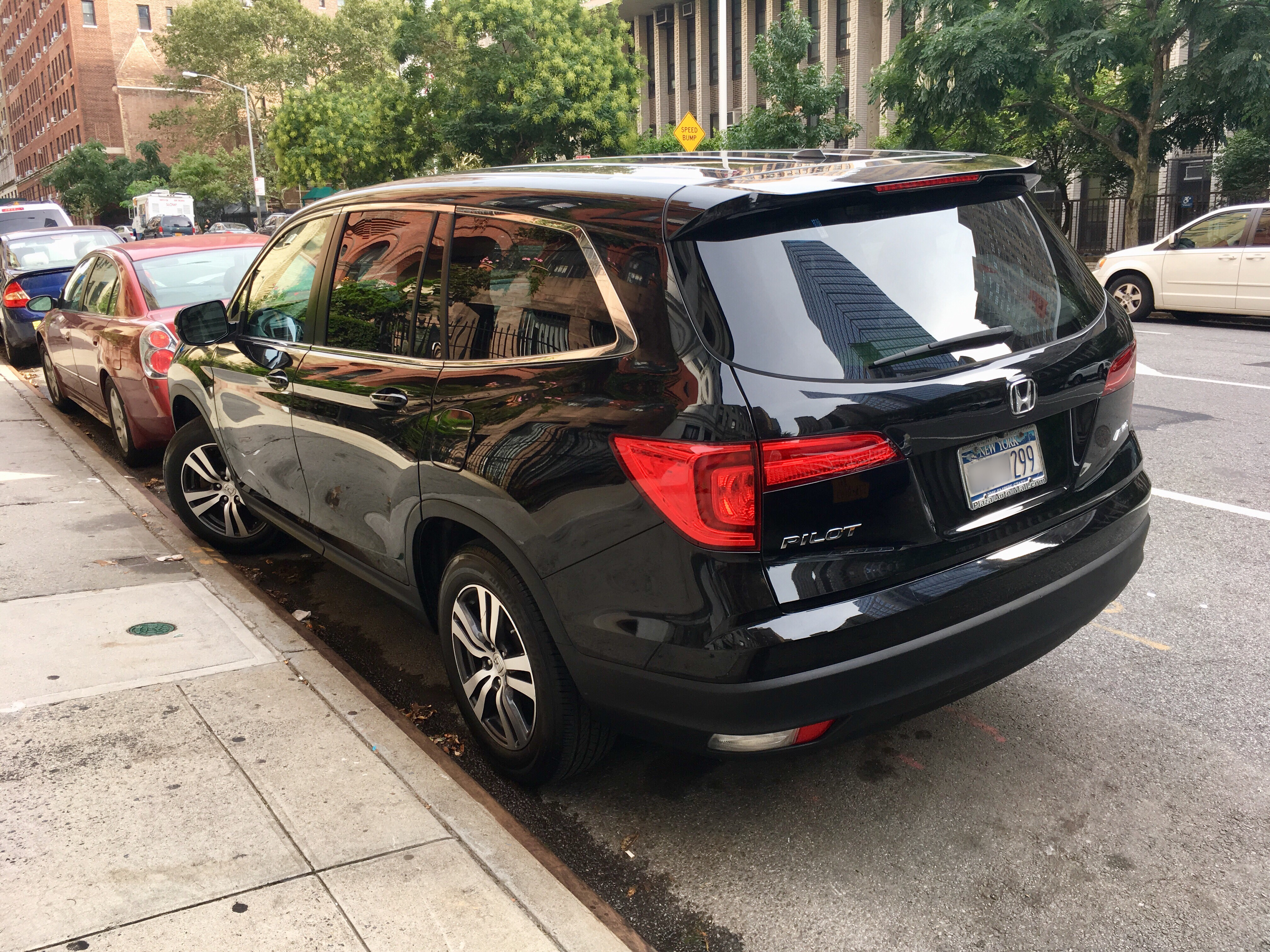
نمای عقب هوندا پایلوت نسل سه

هوندا پایلوت (به انگلیسی: Honda Pilot) خودرویی است که از سال ۲۰۰۲ تاکنون توسط شرکت خودروسازی ژاپنی هوندا تولید شده‌است. طراحی آن موتور جلو-چهار چرخ متحرک و موتور جلو-محور جلو بوده‌است. سیستم جعبه‌دندهٔ این خودرو ۵ دنده به صورت خودکار است.